# وایومینگ (مینه‌سوتا)
وایوومینگ، مینه‌سوتا (به انگلیسی: Wyoming, Minnesota) یک شهر در ایالات متحده آمریکا است که در شهرستان چیساکو، مینه‌سوتا واقع شده‌است.

## خصوصیات
وایوومینگ ۵۵٫۱۴ کیلومترمربع مساحت و ۷٬۷۹۱ نفر جمعیت دارد و ۲۷۶ متر بالاتر از سطح دریا واقع شده‌است.